# Toshiba S-1990
De S-1990 is een geïntegreerde schakeling voor de besturing van MSX-homecomputer en is een zogenoemde MSX-ENGINE-processor en vormt derhalve het hart van het MSX-systeem. De S-1990 is speciaal ontwikkeld voor MSX turbo-R-computers, computers die zijn uitgerust met een ASCII R800-processor. Deze processor kan functioneren in twee modi, namelijk de R800-modus en Z80-modus, de laatste modus waarborgt de compatibiliteit met voorgaande MSX-systemen als MSX1, MSX2 en MSX2+.

## Technische specificaties
Besturing
- ASCII R800-processor

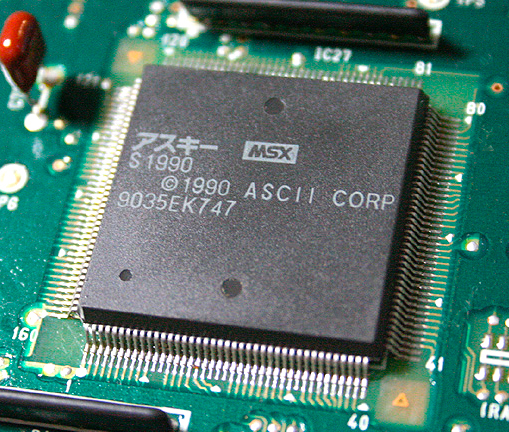
ASCII S-1990 MSX-ENGINE

- MSX-sleuvenbeheer, -geheugenbeheer en decoderen van I/O-adressen
- Zilog Z80-timingsimulatie
- geheugentoegang, invoer/uitvoertoegang, RFSH#/M1#-simulatie

Programmable Peripheral Interface
- compatibel met de Intel i8255-PPI
- MegaRom-mapper
- DRAM-mapper
- Kanji ROM-interface
- systeemtimer
- geluidschip
  - PSG, compatibel met de General Instrument AY-3-8910)
  - pulscodemodulatie (PCM)
  - PCM-sampling
- grafische processor: Yamaha V9958
- floppydisk-interface
- uitvoering van kernfuncties
- pauzefunctie
- processorbehuizing: 160 pins

Debugfunctie
- geheugenadres vergelijking
- NMI-statusregister
- debugmonitor voor het systeemsleuvenregister
- NMI-retouradresregister
- breekpunten